# Carl David Skogman
Carl David Skogman, född 26 oktober 1786 i Lovisa i Finland, död 20 februari 1856 i Stockholm, var en svensk friherre och ämbetsman. Han var statssekreterare i handels- och finansinspektionen 1824, president i Kommerskollegium från 1833 och ledamot av Svenska Akademien 1847–1856, på stol 9.

## Biografi
Skogman studerade vid Borgå gymnasium, blev 1803 student vid Kungliga Akademien i Åbo, där han större delen av studenttiden bodde hos Frans Michael Franzén, samt avlade 1803 kansli- och 1804 hovrättsexamen. Sistnämnda år blev han auskultant vid Åbo hovrätt och e. o. kanslist vid Inrikes civilexpeditionen, 1806 kopist där, 1807 och 1808 protokollsförare i Rikets allmänna ärendens beredning och de kungl. regeringarna. Civilexpeditionens chef Mathias Rosenblad uppmärksammade honom, och 1809 anställdes han vid den nyinrättade Handels- och finansexpeditionen, där han 1809–1811 hade Hans Järta och 1811–1812 Gustaf Fredrik Wirsén som chefer samt 1811 utnämndes till förste expeditionssekreterare.
Året därpå i oktober sändes han för att studera olika frågor, som rörde statshushållningen, på statens bekostnad utomlands, först till England, där han, inberäknat en resa till Skottland, stannade omkring ett år, därefter till det 1813 till Sverige avträdda karibiska ön Guadeloupe, där han under den utsedde guvernörens frånvaro fick fungera som dennes ställföreträdare, och for därpå, sedan ön i maj 1814 avträtts till Frankrike, via S:t Barthélemy till Förenta staterna, varifrån han i juli 1815 återkom till Stockholm. Han hade under resan ingående studerat de ländernas näringsliv och finansväsen i olika riktningar.
Efter hemkomsten förordnades han att föredra besvärsmål och samma år även till ledamot i 1812 års tullförfattningskommitté, blev 1817 sekreterare i kommittén för utredning av de finansiella frågor, som skulle föreläggas riksdagen, samt 1818 ledamot av statsberedningen och av kommittén för förändrat räkenskapssätt vid tullverket. I april 1821 förordnades han tills vidare till statssekreterare i handels- och finansexpeditionen och blev samma år ledamot av Generaltulldirektionen samt utnämndes i mars 1824 till statssekreterare i nyssnämnda Handels- och finansexpeditionen, vilket han förblev till 1838, då han blev president i Kommerskollegium. 
Även under statssekreteraråren och senare var han ledamot i ett stort antal kommittéer, såsom 1822 års stora finanskommitté, mellanrikshandelskommittéerna av åren 1824 och 1855 (ordförande i den senare), 1830 år beskattningskommitté, tulltaxekommittéerna av åren 1839 (ordförande) och 1847, kommittén ang. ordnande av kreditförhållanden och läroanstalter 1852 (ordförande) samt en rad kommittéer för omreglering av vissa förvaltningsmyndigheter. 
1830–1835 var Skogman chef för myntverket och från 1833 till sin utnämning till ämbetet t. f. president i Kommerskollegium. 1836 blev han ordförande i Konvojkommissariatet och 1838 i Teknologiska institutet, vars organisation 1825 härrörde från en kommitté, i vilken han medverkat; vid ett par tillfällen (1829–1830 och 1831–1832) förvaltade han därtill ämbetet som överpostdirektör samt var ledamot av Stockholms stads sparbank från dess inrättande 1821. 
Utmärkelser kom honom också i stor utsträckning till del, såsom 1826 adelskap och 1854, på femtioårsdagen av hans inträde i statstjänst, friherrlig värdighet, medlemskap i Vetenskapsakademien (1825) och i Svenska akademien (1847) samt hedersledamotskap i Vitterhets-, historie- och antikvitetsakademien (1842). 

## Skrifter (urval)
- Underrättelse om så kallade besparings-banker ... (Stockholm, 1819)
- Aforismer om whist (Stockholm, 1839)
- Anteckningar om rikets ständers bank och allmänna lånerörelsen i Sverige (Stockholm, 1845–1846)

## Översättningar
- Francis Bacon: Försök uti moraliska, politiska och ekonomiska ämnen (Stockholm, 1821)
- Jean Baptiste Say: Afhandling uti statshushållningsläran, eller enkel framställning om sättet, huru förmögenhet uppkommer, fördelar sig och förbrukas ... (Stockholm, 1823–1824)
- Jacques Laffitte: Tankar om räntans nedsättning å statsskulden och om creditens tillstånd (Stockholm, 1828)

## Utmärkelser
- Sankt Annas orden, första klass,  1838[1]
- Kommendör med stora korset av Nordstjärneorden[1]

[Redigera Wikidata]